# Simon says (Spiel)

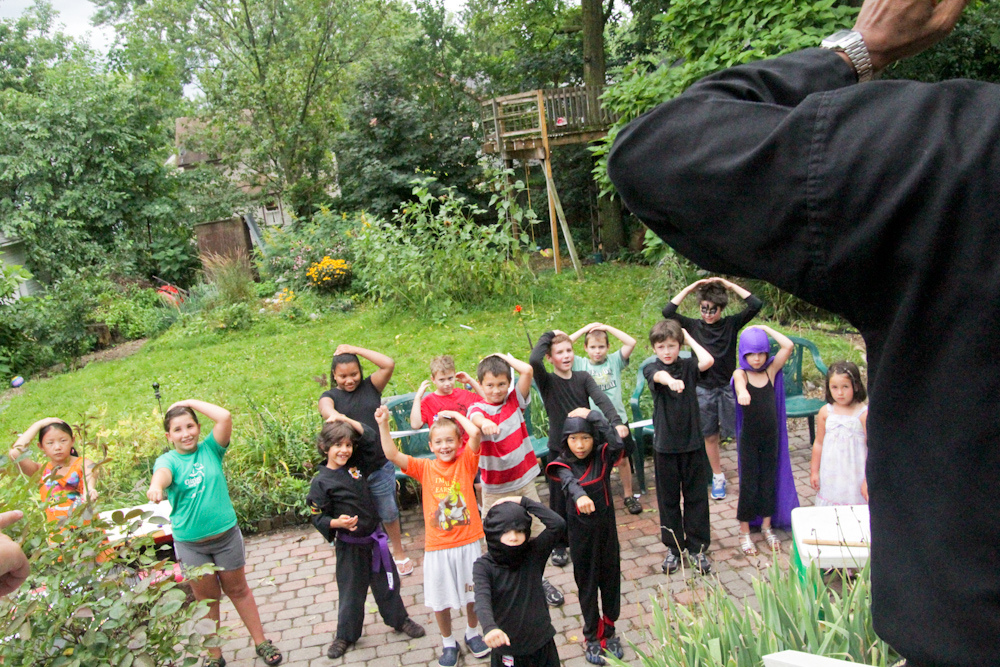
Kinder spielen Simon says

Simon Says ['saɪmən'sɛz] (engl. für „Simon sagt“) ist ein Kinderspiel. Es ähnelt den deutschen Pfänderspielen Kommando Pimperle und Alle Vögel fliegen hoch. Die französische und schweizerische Version des Spiels mit den gleichen Regeln heißt Jacques a dit.

## Spielregeln
Der Spieler, der am Zug ist, übernimmt die Rolle des Simon: Er gibt den anderen Spielern Anweisungen, z. B. „Spring hoch“ oder „Berühre deine Zehen“. Die anderen Spieler haben diese Anweisungen zu befolgen, allerdings, und das ist das zentrale Element des Spiels, nur dann, wenn der Spielführer vorher „Simon sagt“ sagt.
Befolgt ein Spieler eine Anweisung ohne „Simon sagt“ oder eine mit „Simon sagt“ nicht oder lässt sich zu viel Zeit, so scheidet er aus. Letzteres wird aber hinsichtlich der Korrektheit eher locker gehandhabt, da es mehr um das Verstehen der Anweisungen geht als um deren korrekte Ausführung. Der Spielführer wiederum darf auch keine Anweisungen erteilen, die nicht ausführbar sind (z. B. das rechte Bein heben, wenn das linke Bein noch gehoben ist) oder die zwangsweise zum Ausscheiden führen müssen (z. B. „Simon sagt: Spring hoch“ und anschließend „Komm herunter“ ohne „Simon sagt“). Der Spieler, der als letzter übrig bleibt, gewinnt.

## Verbreitung im deutschsprachigen Raum
Im deutschsprachigen Raum ist das Spiel meist nur aus Filmen oder Musik der amerikanischen Popkultur bekannt, vor allem aus:
- Simon Says, ein millionenfach verkauftes Lied (1968) der 1910 Fruitgum Company, das das gleichnamige Spiel beschreibt (siehe Bubblegum)
- Police Academy 4 – Und jetzt geht’s rund, Kinofilm (1987)
- Stirb langsam: Jetzt erst recht, ein Actionfilm (1995), dessen Handlung auf dem Spiel basiert
- Demolition Man, ein Actionfilm (1993), bei dem viele Monologe der Figur Simon Phoenix Anspielungen auf das Spiel sind
- Senso/Simon[1], ein elektronisches Spielzeug von MB, das durch Simon Says inspiriert wurde; nach seinem Erscheinen 1978 wurde es in Deutschland zunächst als Senso verkauft, neuerdings aber auch unter dem englischen Originaltitel Simon
- Full House, eine Familienserie, in der dieses Spiel oft vorkommt
- Supernatural, eine Mysteryserie, in der eine Figur erscheint, die Menschen zwingen kann, ihre Anweisungen zu befolgen. Dabei gibt es mehrmals Anspielungen auf das Spiel
- The Gift, ein Psychothriller, in dem der Protagonist in seiner Vergangenheit die Rolle des Simon übernahm und einen Schulkameraden quälte, der nun auf Rache sinnt
- Love, Simon, ein Coming-of-Age-Film, in dem die Hauptfigur Simon den französischen Namen des Spiels (Jaques a dit) als Pseudonym verwendet
- Heldt, eine Krimiserie, Thema der Doppelfolge Der längste Tag: Der Ausbruch
- Young Justice, eine Zeichentrickserie.

Das Spiel wird außerdem häufig auf Jonglierconventions gespielt. Hier müssen die Aufgaben während des Jonglierens bewältigt werden.